# Karl Röck
 Karl Röck (Pseudonym: Guido Höld) (* 20. März 1883 in Imst; † 9. Juni 1954 in Innsbruck) war ein österreichischer Schriftsteller.

## Leben
Röck wirkte von 1913 bis 1926 als Magistratsbeamter in Innsbruck.
Röck war Mitarbeiter der Zeitschrift Brenner und gehörte zum engsten Kreis der Freunde von Georg Trakl, nach dessen Tod er mit der Gesamtausgabe von Trakls Dichtungen (1917) beauftragt wurde. Er wurde damit der erste Herausgeber von Trakls Werk. Röcks Ausgabe hat die Rezeption von Trakls Werk bis zum Erscheinen der historisch-kritischen Trakl-Ausgabe von Walther Killy und Hans Szklenar bestimmt. Noch Martin Heidegger und Paul Celan haben Trakls Werk in der Röck’schen Ausgabe gelesen.
Röcks Tagebuch (1891–1946) gilt als wertvolle Quelle für das Tiroler Geistes- und Kulturleben.

## Werke
- Über die Anordnung der Gesamtausgabe von Trakls Dichtungen. In: Erinnerung an Georg Trakl. Zeugnisse und Briefe. Innsbruck 1926, 3. erw. Aufl. Otto Müller Verlag, Salzburg 1966, S. 225–249
- —, Christine Kofler (Hrsg.): Tagebuch (1891–1946). Drei Bände. Otto-Müller-Verlag, Salzburg 1976. (Zugleich: Christine Kofler: Karl Röck: Tagebuch 1891–1946. Dissertation. Universität Innsbruck, Innsbruck 1976, ÖNB). – Online: Band 1 (PDF; 18 MB), Band 2 (PDF; 14,5 MB), Band 3 (PDF; 13 MB).